# Franziskus von Paula Schönborn Buchheim
Franziskus von Paula Graf von Schönborn (24 de gener de 1844 – 25 de juny de 1899) va ser un va ser un cardenal txec de l'Església Catòlica. Va ser el cinquè bisbe de České Budějovice i el vint-i-vuitè Arquebisbe de Praga.

## Biografia

### Infantesa i formació
Franziskus von Paula Schönborn va néixer el 24 de gener de 1844 a Praga, llavors part de Bohèmia. Ell era el fill d'Erwein Damian Hugo Comte von Söhönborn-Wiesentheid i de Christina Maria Josefa comtessa von Brühl. Va rebre el sagrament de la confirmació el 10 de juny de 1859.
Després de rebre l'educació bàsica, va estudiar dret a la Universitat de Praga, teologia a la Universitat d'Innsbruck, i, finalment, a la Pontifícia Universitat Gregoriana de Roma, on va obtenir un doctorat en teologia el 1875. Pronuncià els vots solemnes el 14 d'octubre de 1870, els ordes menors el 25 de març de 1872, el subdiaconat el 7 d'agost de 1873, i el diaconat el 10 d'agost de 1873.

### Ordenació sacerdotal
Va ser ordenat sacerdot el 12 d'agost de 1873. Va ser nomenat vicerector del seminari de Praga en 1879, i va esdevenir rector en 1882, esdevenint director del puerorum convictus. Va ser nomenat capellà de Sa Santedat. L'emperador Francesc Josep el va triar per a la seu de České Budějovice el set de setembre de 1883.

### Bisbe i arquebisbe
Va ser elegit bisbe de České Budějovice el 28 de setembre del mateix any i la seva consagració episcopal va tenir lloc el 18 de novembre de 1883 a Praga, a mans del cardenal Friedrich Johann Joseph Cölestin von Schwarzenberg, arquebisbe de Praga, assistit per Josef Jan Hais, bisbe de Königgrätz, i Emanuel Jan Schoebel, bisbe de Leitmeritz. El nomenament com a assistent al Tron Pontifici es va produir el 9 de desembre de 1884. L'emperador Francesc Josep el va designar per a la seu de Praga el 21 de maig de 1885, on es va traslladar el 27 de juliol. Va rebre el pal·li el 30 de juliol de 1885.

### Cardenal i mort
Va ser creat cardenal en el consistori del 24 de maig de 1889, amb un breu apostòlic en el qual el Papa Lleó XIII li va donar la birreta vermella. Va rebre el porpra i el títol presbiteral dels Sants Joan i Pau el 30 de desembre de 1889. En el mateix any va ser condecorat amb la Gran Creu del Reial Orde de Sant Esteve.
Va morir el 25 de juny de 1899 a la ciutat de Falkenau an der Eger a l'edat de només 55 anys. Les seves restes van ser traslladades a Praga, i després de l'exposició, va ser enterrat a la catedral metropolitana de Sant Guiu.

## Honors
Gran Creu de l'Ordre de Sant Esteve.